# Gregory Kohs
Gregory Kohs, noto anche come The Kohser (Jackson, 7 ottobre 1968), è un imprenditore, specialista di analisi di mercato e critico giornalistico statunitense.
Proprietario della firma MyWikiBiz è un difensore del contributo remunerato nella Wikipedia e, allo stesso tempo, uno dei critici più notevoli di Wikipedia e Jimmy Wales. Spesso scrive articoli di critica nella rivista elettronica americana Examiner.com e partecipa attivamente al forum critico Wikipediocracy.